# Nokia N95
O Nokia N95 (N95-1, internamente conhecido como RM-159) é um smartphone produzido pela empresa finlandesa Nokia, sendo integrante da N Series, uma linha de dispositivos portáteis. Foi lançado em 2007. Possui um sistema operacional com interface gráfica, o Symbian OS v9.2 S60 3rd Edition. O telefone tem um mecanismo de deslizamento, ao qual serve para acessar teclados numéricos e apesentar um design compacto. Foi lançado na cor prata e mais tarde, em preto, com quantidades de edição limitada em ouro e púrpura.
Possui vários recursos, como GPS, uma câmara digital de 5 megapixels com lente Carl Zeiss contendo flash, sendo possível a gravação de vídeo e videoconferência, conectividade sem fio via HSDPA , IrDA , 802.11x e Bluetooth, um player multimídia de vários formatos de áudio e vídeo, Rádio FM,saída de vídeo; um navegador web com suporte para HTML, JavaScript e Adobe Flash, mensagens via SMS, MMS e e-mail; pacote Office e instalador de aplicativos e softwares. Seu sistema operacional é multitarefa.
Desde o lançamento do N95-1, sua primeira versão, várias atualizadas foram lançadas, como o N95 8GB, que contém 8 gigabytes de memória interna e uma tela maior, o N95 NAM eo N95 8GB NAM com o apoio norte-americano para internet 3G, e, finalmente, a um custo mais baixo os modelos 5-N95 e N95-6 para o mercado chinês. Na data de lançamento em 2007, o custo do telefone nos estados unidos era de quinhentos dólares. Mesmo após o lançamento de mais aparelhos da N Series, o preço de varejo atual ainda estava em torno de quatrocentos dólares nos Estados Unidos no início de 2010, sendo um produto de êxito em vendas para a Nokia.

## Descrição

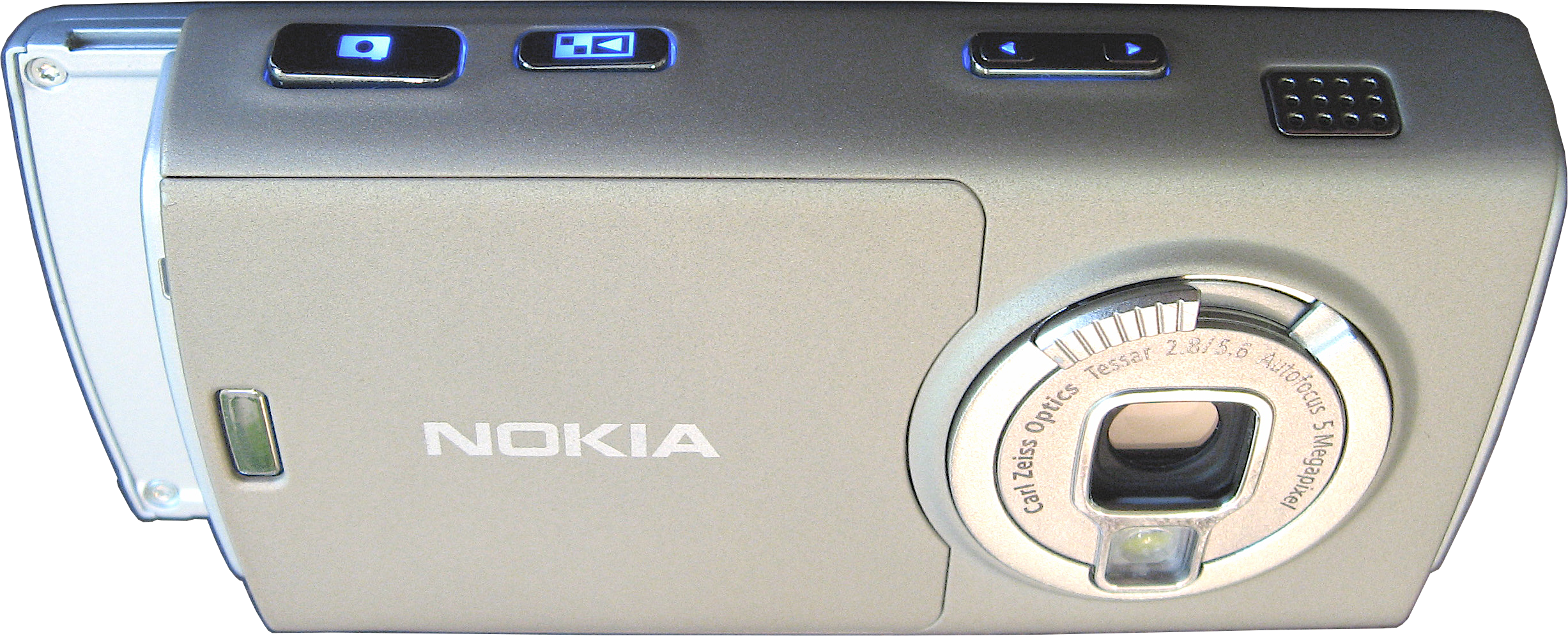
Traseira do N95.

O N95 foi desenvolvido sob a ideia de assimilar o maior número de funcionalidades possíveis em um portátil, em especial, no que diz respeito à multimídia, unificando diversas ferramentas eletrônicas em um único aparelho, desde simples chamadas telefônicas até um sistema GPS, passando por avançado acelerômetro (sensor de posição e movimento) tudo montado em um sistema operacional Symbian (um dos mais usados e famosos sistema operacional de SmartPhones). Recentemente foi lançada uma nova versão do aparelho, conhecido como N95 8GB, em referência a sua capacidade de armazenamento interna, que praticamente dispensa o uso dos atuais cartões de memória, um tela de 0,2 polegadas maior, bateria de maior durabilidade, o dobro de memória RAM e alguns detalhes no acabamento. O N95 já foi considerado por muitos o melhor aparelho celular da atualidade, tendo como concorrente direto somente o iPhone, aparelho multimídia da Apple (em matéria de marketing, pois o iPhone vem bastante inferior em relação a recursos tecnológicos). O N95 possui uma câmera de 5 megapixels, zoom digital de 20x, flash de LED, auto-foco, macro entre outros recursos. Possui também 160MB de memória interna (sendo expansível até 32GB com cartões MicroSD HC, Hoje já existem Cartões Micro SD 32GB), para músicas (com som de altíssima qualidade, saída para fone 3,5mm ou P2 e auto falantes estéreos), vídeos com qualidade VGA, fotos etc. Possui Wi-Fi e 3G. Sua tela tem incríveis 16 milhões de cores e uma resolução alta e bem peculiar, pois poucos aparelhos possuem uma tela que comporte 352x416, e a qualidade de seu display lhe possibilita 62x mais cores que outros celulares de outras marcas. Seu sistema de GPS não é pago, Agora a Nokia liberou a navegação GPS para seus smartphones symbian. Um ponto que incomoda é o tamanho. Mas pelas suas funções possui um peso excelente, em comparação ao seu antecessor N93.
Hoje existem 4 versões do N95:
N95-1: Clássico e mais conhecido N95, é o N95 "normal", com 3G a 2100Mhz, teclado com luz azul, protetor de lente da camera, bateria de 950Mah, 64Mb RAM.
N95-2: É a versão de 8GB, mais conhecida como "N95 8GB", que funciona no 3G a 2100mhz.
N95-3: É como o N95-1, porém, tem algumas vantagens e desvantagens… Ele tem 128mb Ram, tem bateria de 1200Mah, teclado com luz branca, tem uma saliência nos botões do Player, tem o Flash melhorado, porém ele não tem a proteção da lente (Visto o tamanho da bateria) e o 3G na frequência 850mhz/1900mhz, no Brasil, atualmente, só é possível usar o 3G desse aparelho na operadora Claro.
N95-4: Como o N95-2, porém com 3G a 850/1900mhz.

## Versões
- N95
- N95 Silver
- N95 8GB

## Dispositivos
- Celular HSDPA (3.5G), Quad band GSM / GPRS / EDGE GSM 850, GSM 900, GSM 1800, GSM 1900;
- Display TFT de 2.8" com 16 milhões de cores e 352 x 416 pixels;
- Câmera fotográfica de 5 Megapixels com sensor CMOS, lente Carl Zeiss de 2592 x 1944 pixels e zoom digital de 20x, distância focal de 5.6mm e velocidade de captura de 1/1000~1/4s;
- Flash embutido para fotos no escuro (1 Led);
- Câmera secundária para chamada de vídeo (CIF 320x240);
- Vídeo VGA (640x480, 30 FPS);
- GPS integrado para navegação independente de conexão Internet;
- A-GPS GPS assistido via internet;
- Music Player nos formatos MP3/AAC/AAC+/eAAC+/WMA/M4A;
- Gravador de Voz;
- Comando de Voz;
- Interface Wireless 54Mbps (802.11 b/g) B/G, tecnologia UPnP;
- Interfaces Bluetooth v2.0 com A2DP e IrDA;
- Slot para cartão de memória tipo MicroSD/MicroSDHC até 32 GB;
- Rádio FM Stereo;
- Java MIDP 2.0, Symbian OS 9.2, S60 rel. 3.1;
- USB 2.0 via Mini USB;
- Saída para TV, stereo;
- Tecnologia 3G Terceira geração;
- 3D Acelerador Gráfico HW

## SO e Aplicações
O N95 usa dois processadores ARM 11 rodando Symbian OS S60v3, incorporando diversos aplicativos anteriormente existentes para outras versões de Symbian OS e com novas aplicações nativas como browser HTTP com suporte a navegação em HTML, player de áudio com diversas funcionalidades, suporte a diversos codecs e listas de reprodução, software de navegação GPS, Nokia Life Blog para publicação de fotos e mensagens instantaneamente pelo celular, dentre outros.

## Dimensões
Comprimento: 99 milímetros

Largura: 53 milímetros

Espessura: 21 milímetros

Peso: 120 gramas